# Droga wojewódzka nr 238
Droga wojewódzka nr 238 (DW238) – droga wojewódzka w województwie kujawsko-pomorskim biegnąca przez teren powiatu bydgoskiego oraz miasta Bydgoszcz o długości 14 km. Arteria łączy węzeł drogowy Bydgoszcz Opławiec E261  z aleją Jana Pawła II w Bydgoszczy, gdzie łączy się z drogą wojewódzką . Biegnie ona dawnym śladem drogi krajowej .
Poprzednio, droga przebiegała między miejscowościami Osie i Warlubie.

## Miejscowości przy trasie
- Bydgoszcz